# Rzepiennik Marciszewski (gromada)
Rzepiennik Marciszewski – dawna gromada, czyli najmniejsza jednostka podziału terytorialnego Polskiej Rzeczypospolitej Ludowej w latach 1954–1972.
Gromady, z gromadzkimi radami narodowymi (GRN) jako organami władzy najniższego stopnia na wsi, funkcjonowały od reformy reorganizującej administrację wiejską przeprowadzonej jesienią 1954 do momentu ich zniesienia z dniem 1 stycznia 1973, tym samym wypierając organizację gminną w latach 1954–1972.
Gromadę Rzepiennik Marciszewski z siedzibą GRN w Rzepienniku Marciszewskim utworzono – jako jedną z 8759 gromad na obszarze Polski – w powiecie tarnowskim w woj. krakowskim, na mocy uchwały nr 30/IV/54 WRN w Krakowie z dnia 6 października 1954. W skład jednostki weszły obszary dotychczasowych gromad: Golanka (ze zniesionej gminy Gromnik w powiecie tarnowskim w woj. krakowskim) i Rzepiennik Marciszewski (ze zniesionej gminy Rzepiennik Strzyżewski w powiecie gorlickim w woj. rzeszowskim). Dla gromady ustalono 13 członków gromadzkiej rady narodowej.
Gromadę zniesiono 1 stycznia 1958, a jej obszar włączono do gromady Gromnik.